# Medina de Pomar
Medina de Pomar és un municipi de la província de Burgos, a la comunitat autònoma de Castella i Lleó.

## Agermanaments
- Pèira Horada

## Demografia
| 1842 |  | 1857 |  | 1860 |  | 1877 |  | 1887 |  | 1897 |  | 1900 |  | 1910 |  | 1920 |  | 1930 |  | 1940 |  | 1950 |  | 1960 |  | 1970 |  | 1981 |  | 1991 |  | 2001 |
| ---- |  | ---- |  | ---- |  | ---- |  | ---- |  | ---- |  | ---- |  | ---- |  | ---- |  | ---- |  | ---- |  | ---- |  | ---- |  | ---- |  | ---- |  | ---- |  | ---- |
| 720  |  | 2154 |  | 2035 |  | 2218 |  | 2324 |  | 2359 |  | 2284 |  | 2059 |  | 2097 |  | 2820 |  | 3072 |  | 3100 |  | 2878 |  | 3168 |  | 5188 |  | 5584 |  | 4870 |

## Situació administrativa
És format per 18 Entitats locals menors:
| - Angosto - Bóveda de la Ribera - Bustillo de Villarcayo - La Cerca | - Criales - Miñón - Momediano - Návagos | - Oteo - Paresotas - Perex - Rosío - Salinas de Rosío | - Santurde - Torres de Medina - Villamezán - Villamor - Villatomil |  |